# 赤峰塔
赤峰塔位於湖南省洪江市黔城镇高桥村，是黔城古建筑群的一部分，2011年1月24日，列入第九批湖南省文物保护单位。

## 历史
赤峰塔因为位于黔城镇沅江南岸的赤宝山顶而得名。最早的赤峰塔始建于清朝嘉庆年间，后圯，原址已经无可考据。现存的赤峰塔落成于1861年，由时任黔阳知县黄杰主持修建，建塔所用的砖石则来源于赤宝山附近的蟠龙山上的一座浮屠。
赤峰塔下有建塔碑记一块，塔周长29米，内圆直径为4.6米，厚达2米，高约28米，共七层，八面，每面均绘有壁画、雕有小窗，每层相接处为花纹角砖砌成。顶角8方均挂有铜铃。
赤峰塔有“赤寶晴霞”之景观，也是同治版《黔阳县志》所收录的“黔陽十二景”之一。
焦柳铁路干线由赤峰塔西侧穿过。